# Protuamerikanizam
Protuamerikanizam ili antiamerikanizam je oblik oštrog neslaganja i mržnje prema kulturi, ili (posebno vanjskoj) politici Sjedinjenih Američkih Država.
Protuamerikanizam se pojavio u Europi nakon uloge u Drugim svjetskim ratu, a posebno tijekom hladnog rata uglavnom kod sljedbenika političke ljevice. Nakon pada Sovjetskog Saveza, SAD postaje jedina supersila prema kojoj val antiamerikamizma ponovo dobiva na zamahu.
Neki ljudi ne vole da Sjedinjene Države igraju odlučujuću ulogu u svijetu, i izražavaju kritički stav prema različitim aspektima američke politike. Dugo je bila široko rasprostranjena u liberalnim krugovima primjerice zbog Vijetnamskog rata.
Zemlje koje podržavaju protuamerikanizam u Aziji su Iran i Sjeverna Koreja, a tu je gotovo dio službene državne ideologije, kao u Kubi.

## Slično
- Germanofobija